# 斯捷帕尼夫卡 (科托夫斯克區)
47°35′45″N 29°39′22″E / 47.59583°N 29.65611°E
斯泰潘尼夫卡（烏克蘭語：Степанівка）是位於烏克蘭西南部的村莊，由敖德萨州波季利斯克区的庫亞利尼克市鎮負責管轄。該村始建於1793年，面積0.14平方公里，海拔高度152米，2001年人口19，人口密度每平方公里135.71人。